# Bolensteinsestraat
De Bolensteinsestraat is een straat in het Nederlandse dorp Maarssen. Deze loopt van de Bolensteinseweg tot aan de Breedstraat. Aan de Bolensteinsestraat bevinden zich talrijke  panden waarvan een aantal met status van rijksmonument. Deze straat heeft zijn naam te danken aan huis Bolenstein, ook wel Boelestein genoemd waar de straat recht op uit komt. Zijstraten van de Bolensteinsestraat zijn de Harmonieweg en de Molensteeg.

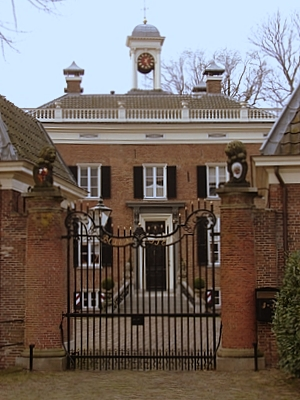
Huis Bolenstein, ook wel Boelestein genoemd aan de Bolensteinseweg 1 te Maarssen
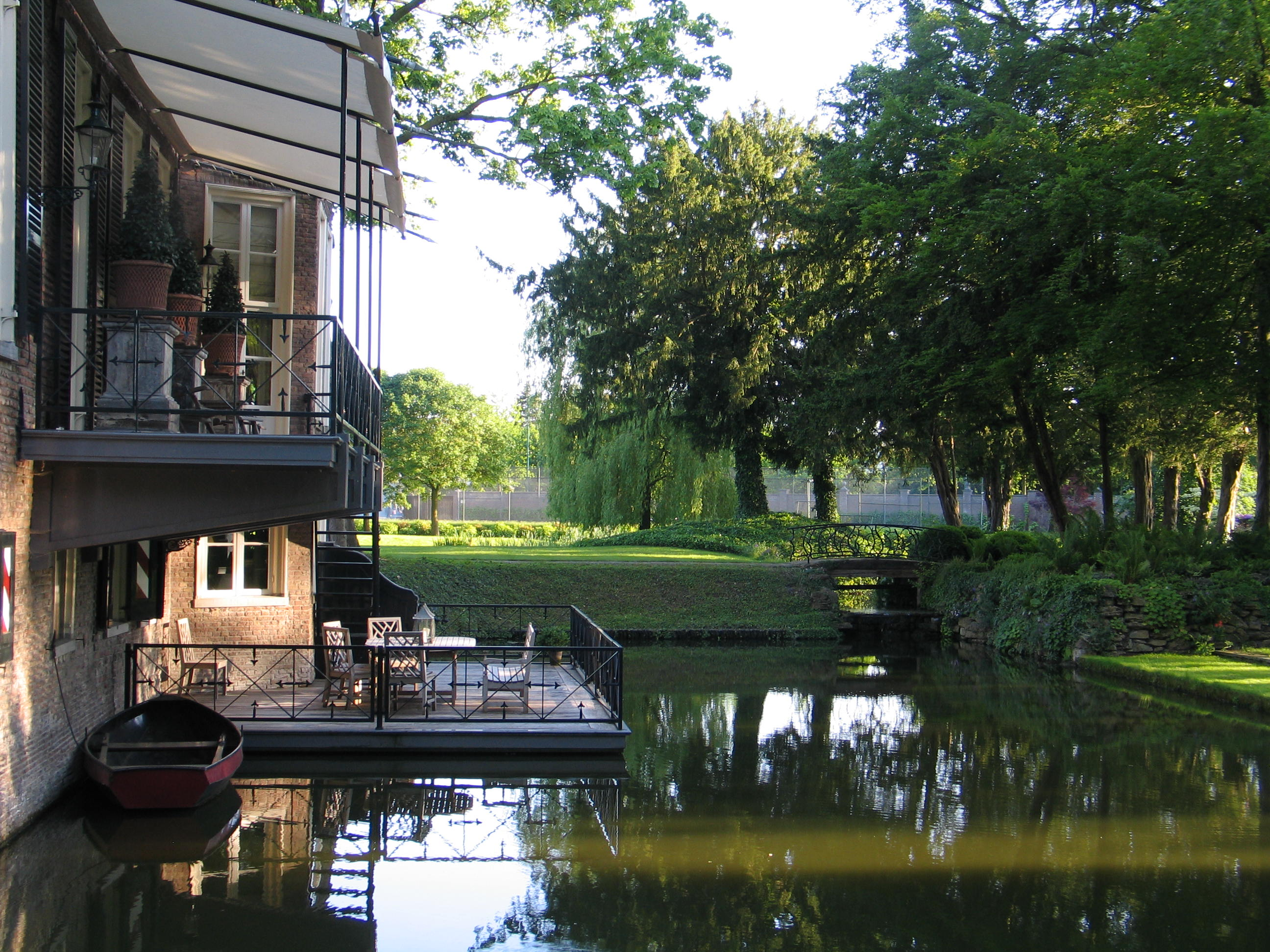
Achterkant Huis Bolenstein aan de Vecht te Maarssen

Binnenweg ·
Bolensteinsestraat ·
Bolensteinseweg ·
Breedstraat ·
Diependaalsedijk ·
Herengracht ·
Kaatsbaan ·
Kerkweg ·
Langegracht ·
Nassaustraat ·
Parkweg ·
Raadhuisstraat ·
Schippersgracht ·
Wilhelminaweg · 
Zandpad